# José Antonio Pérez Sánchez
José Antonio Pérez Sánchez, OFM (ur. 21 grudnia 1947 w mieście Meksyk, zm. 8 lipca 2020 w Tepic) – meksykański biskup, emerytowany ordynariusz prałatury terytorialnej Jesús María del Nayar w stanie Nayarit, franciszkanin.

## Życiorys
Biskup Pérez urodził się 21 grudnia 1947 w Etzatlán w Meksyku w rodzinie Pedro i Teresy. 13 lipca 1966 został przyjęty do nowicjatu w meksykańskiej prowincji franciszkanów „San Francisco e Santiago” w Jalisco. Pierwszą profesję złożył 2 sierpnia 1967 roku. Na stałe związał się z zakonem franciszkańskich poprzez śluby wieczyste 2 sierpnia 1972 roku. Po ukończeniu studiów filozoficzno-teologicznych przyjął święcenia kapłańskie 20 czerwca 1976 roku. W 1990 mianowany został przez papieża Jana Pawła II koadiutorem Prałatury terytorialnej Jesús María del Nayar. Sakrę biskupią przyjął z rąk delegata apostolskiego w Meksyku abpa Girolamo Prigione 4 kwietnia 1990 roku.
Ordynariszem prałatury został 27 czerwca 1992 roku. Dwukrotnie był członkiem Komisji Episkopatu Meksykańskiego ds. Indian (lata 1992–1994 oraz 1994–1997). W latach 1997–2000 był członkiem Komisji ds. życia konsekrowanego. W czasie rządów prałaturą biskupa Sáncheza wzrosła liczba kleru. Lokalne wspólnoty przygotowały się do przeżycia Wielkiego Jubileuszu 2000-lecia Chrześcijaństwa poprzez realizację wytycznych III plany pastoralnego opracowanego przez kurię w Jesús María.
Papież Benedykt XVI przyjął jego rezygnację 27 lutego 2010 roku. Następcą bpa Péreza został franciszkanin José de Jesús González Hernández.